# Square du Trocadéro
Le square du Trocadéro est une voie du 16e arrondissement de Paris, en France.

## Situation et accès

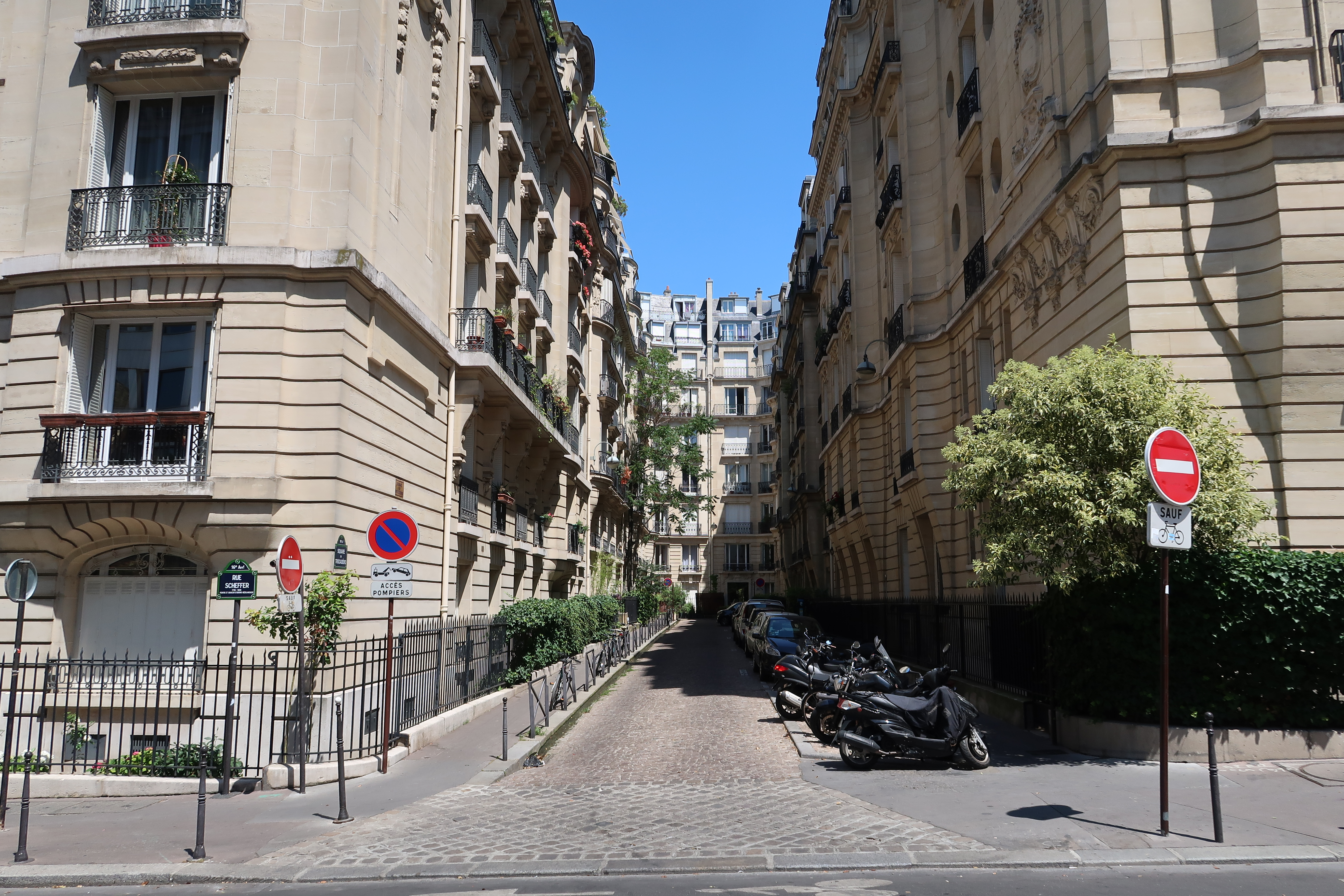
Autre vue.

Le square du Trocadéro est une voie publique située dans le 16e arrondissement de Paris. Il débute au 38-40, rue Scheffer et se termine en impasse.
Le quartier est desservi par la ligne 9 aux stations Rue de la Pompe et Trocadéro, par la ligne 6 à la station Trocadéro.

## Origine du nom
Il porte ce nom en raison du voisinage de la place éponyme.

## Historique
Il s'agissait à l'origine d'une voie privée.

Vue des plaques
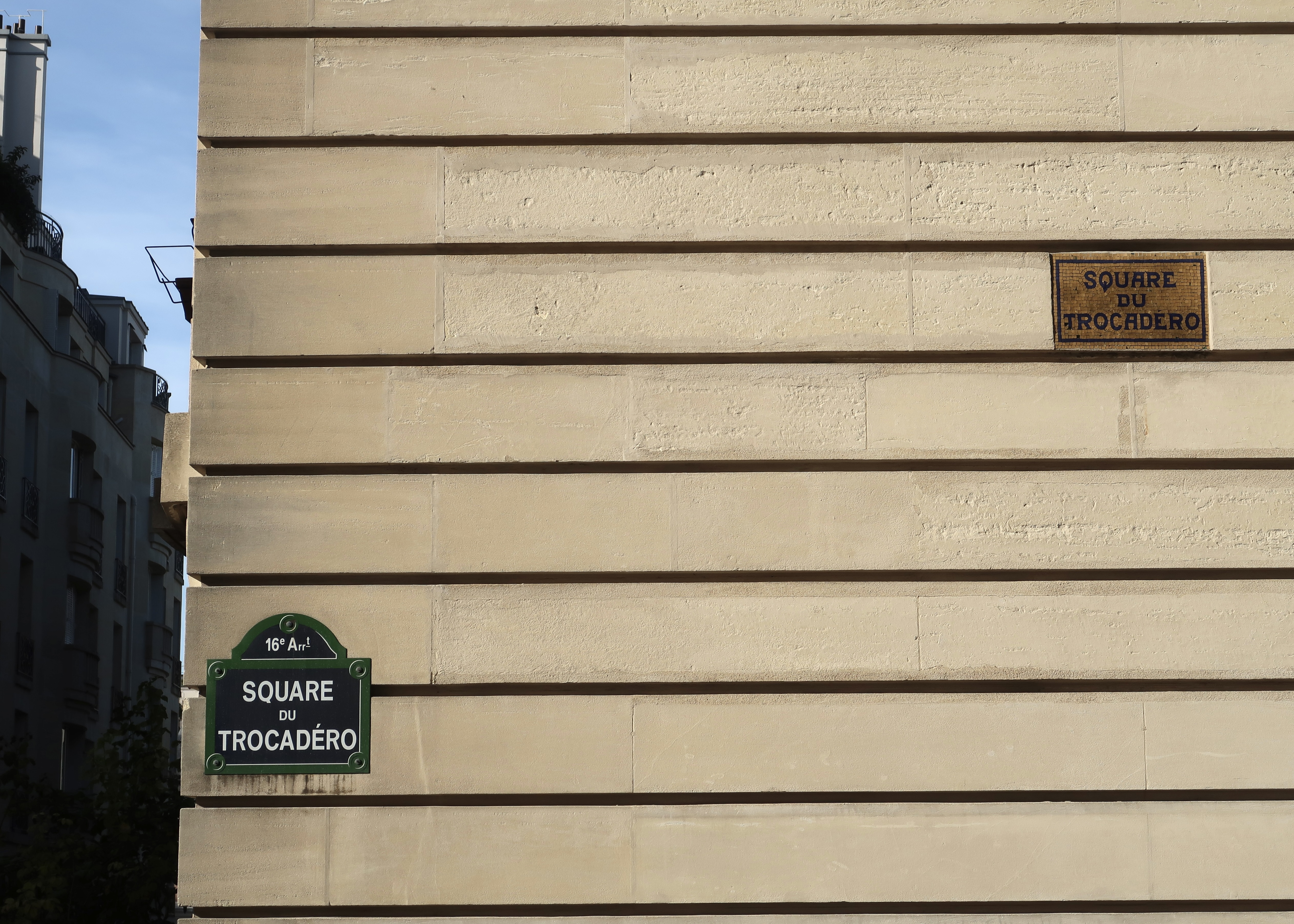
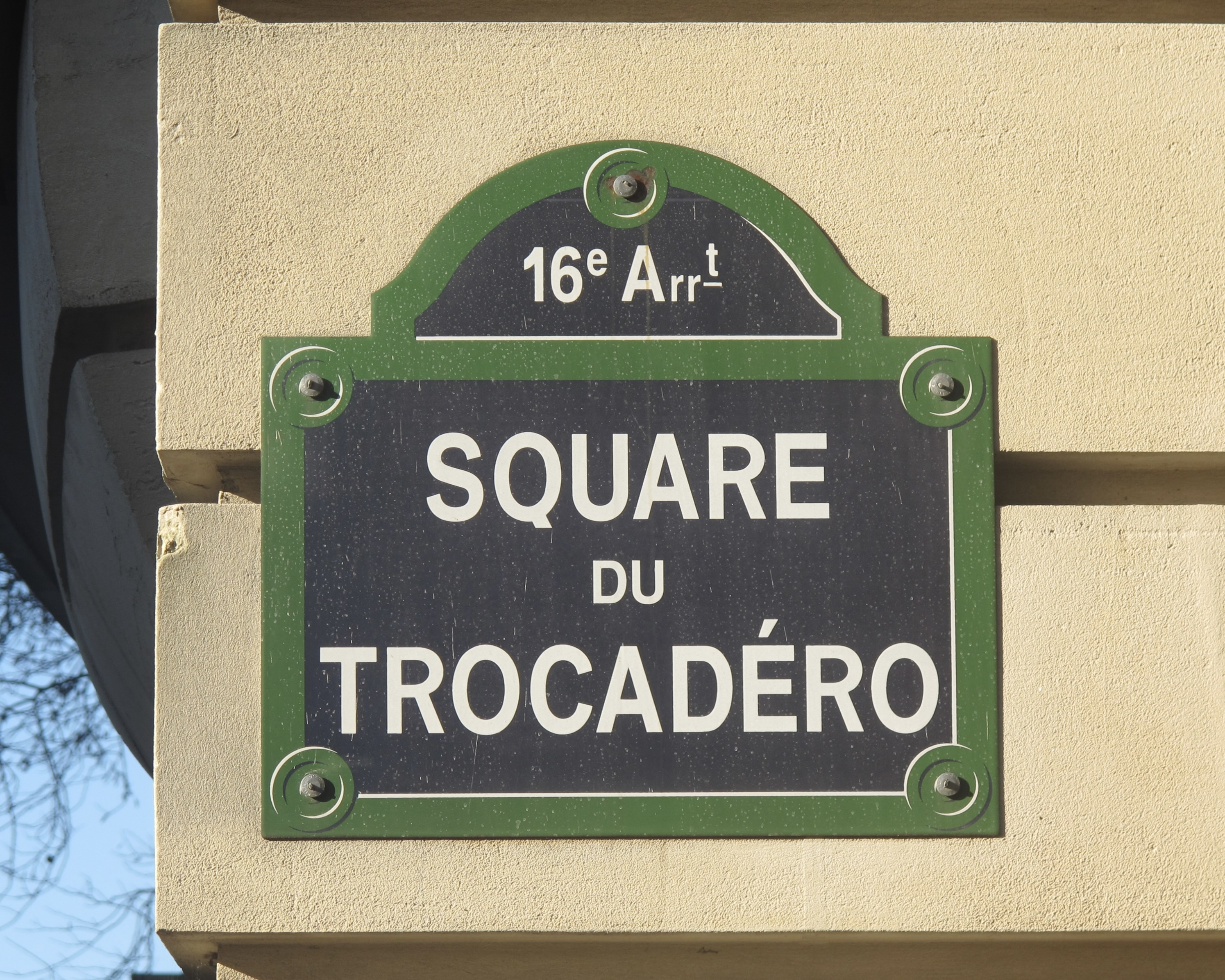
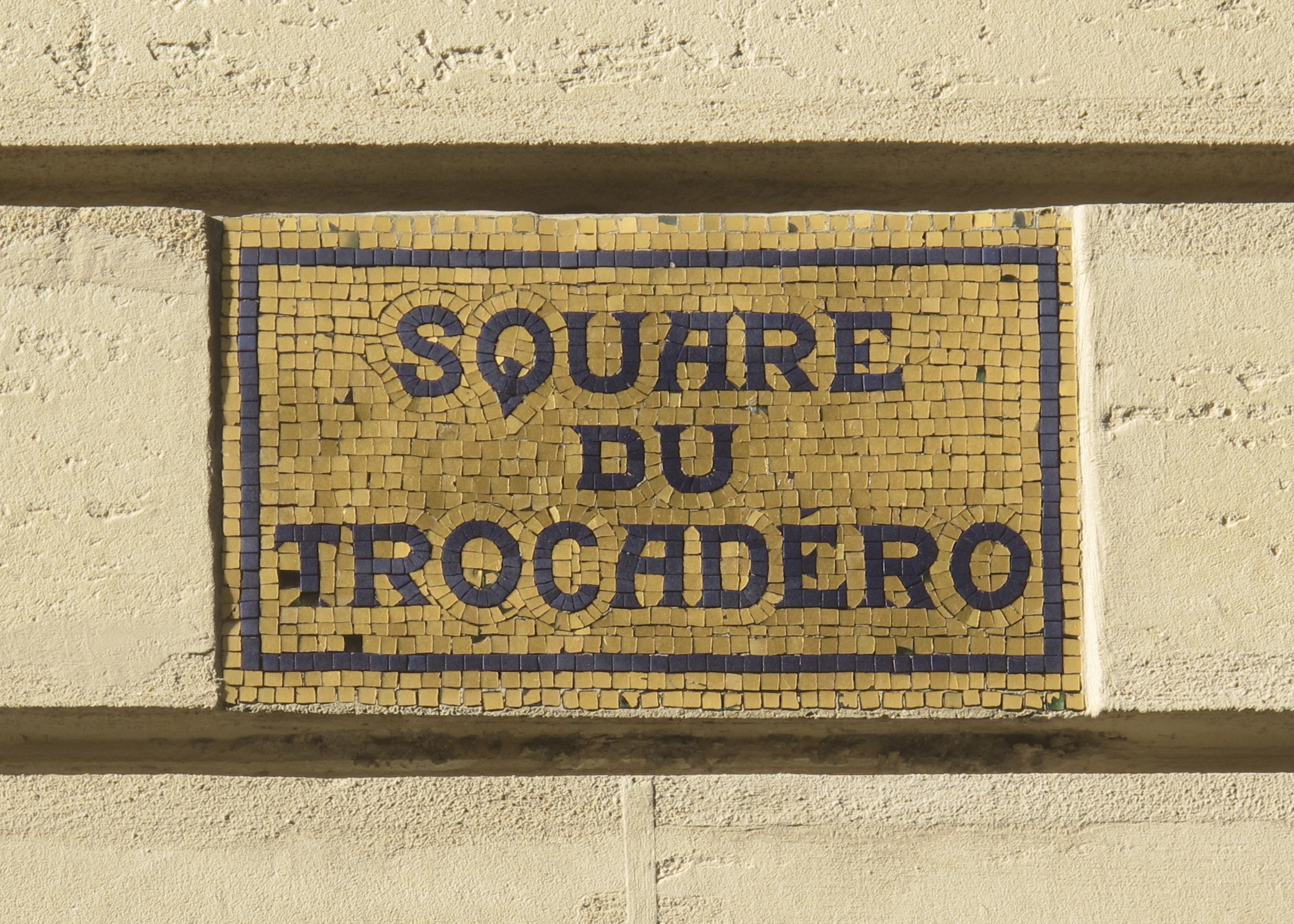